# Lotus 101

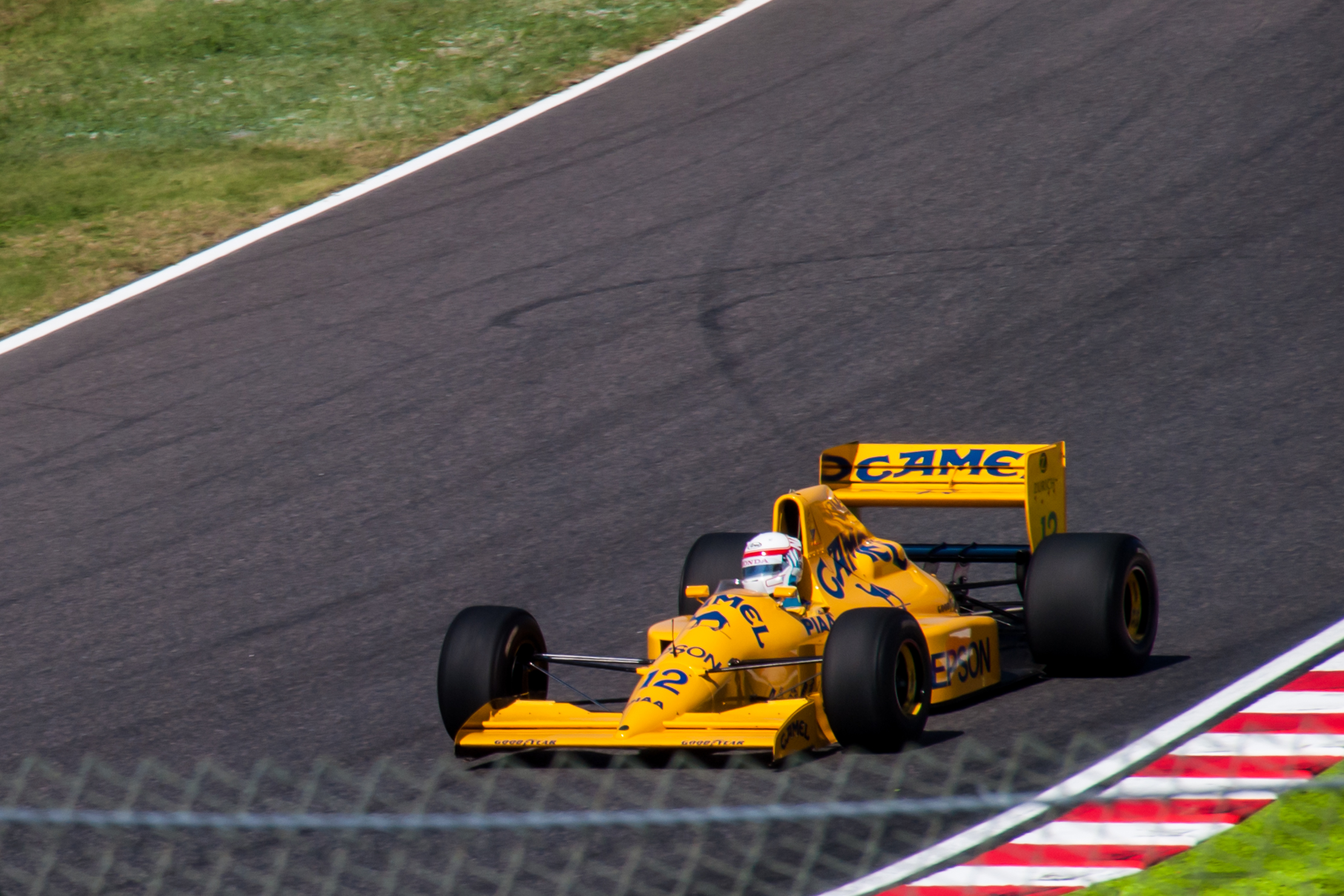
Lotus 101 en una exhibición de 2012.

El Lotus 101 fue un monoplaza del equipo Lotus que participó en la temporada 1989 de Fórmula 1. Tras la marcha en 1988, del diseñador de Lotus, Gérard Ducarouge, el equipo contrató al jefe de aerodinámica de Williams, Frank Dernie, para ser el nuevo director técnico del equipo en noviembre de 1988. A pesar de su colaboración, la mayor parte del trabajo fue realizado por el jefe de diseño,  Mike Coughlan. El 101 fue un diseño apresurado ya que se construyó en tan solo semanas, llegando a tener pues muchas limitaciones.
La marcha de Ducarouge coincidió con el fin de la era de los motores de 1500 centímetros cúbicos turbocargados. Lotus, como muchos de sus rivales, tuvieron que incorporar el motor de 3500 centímetros cúbicos de aspiración en sus monoplazas. Judd fue la compañía que suministró dichos motores con 32 válvulas en V8, pero como Lotus no era su cliente principal (El primer cliente de Judd era el entonces equipo March) se tuvo que buscar soluciones para mejorar la deficiencia de potencia. Se requirió de Tickford para investigar y desarrollar un motor con cinco válvulas por cilindro. El uso entonces del motor Judd no permitía a Dernie y Coughlan diseñar un monoplaza más pequeño y ligero que antes; además la estrechez del cockpit requería que la compañía MOMO, construyera una barra de dirección especial para prevenir que los pilotos se raspasen los codos.
El optimismo inicial y la gran aceptación por la gestión del monoplaza y sus pilotos, desapareció en poco tiempo, ya que se vio que el 101 era un completo desastre. No solo debido a los motores Judd que eran mucho menos potentes que los V10 de Honda usados por McLaren, sino también por los neumáticos Goodyear que eran realmente diseñados para el uso de las principales escuderías en ese momento McLaren y Ferrari, quienes eran capaces de probar y poner a punto respectivos chasis para trabajar mejor con dichos compuestos.
El 101 falló a la hora de conseguir resultados en la temporada conforme esta avanzaba, culminando en los siguientes eventos al Gran Premio de Gran Bretaña de 1989. La familia Chapman, que era la entonces propietaria del equipo Lotus, presionó a Peter Warr y Fred Bushell a abandonar el equipo. Tony Rudd, quien estaba trabajando en aquel entonces en el grupo Lotus, fue nombrado el nuevo presidente ejecutivo. También Tickford fue abandonado.
El renovado optimismo en la junta directiva ayudó a mejorar los resultados; sin embargo, en el Gran Premio de Bélgica de 1989 ambos Lotus fallaron a la hora de calificarse para el gran premio por primera vez desde 1958. La temporada terminó con dos cuartos puestos de Nelson Piquet y Satoru Nakajima en el Gran Premio de Japón de 1989 y el Gran Premio de Australia de 1989 respectivamente. Curiosamente, el March CG891, con los motores Judd buenos, culminó la temporada con 0 puntos , ya que los 4 puntos obtenidos por Maurício Gugelmin fueron con el viejo modelo March 881, que usaba el motor cliente de Judd. Para el año siguiente, Lotus  recurrió al motor Lamborghini.Se produjo también un cambio de pilotos. Piquet y Nakajima ficharon por Benetton y Tyrrell respectivamente y fueron sustituidos por Derek Warwick y Martin Donnelly.